# Artus Kortárs Művészeti Stúdió
Az Artus Kortárs Művészeti Stúdió egy 1985 óta működő kortárs művészeti társulat, melynek vezetője Goda Gábor. Az előadóművészekkel, zenészekkel és képzőművészekkel mint alkotótársakkal való közös munka olyan összművészeti előadások, performanszok és események létrehozását célozzák, melyek magából az alkotófolyamatból építik fel saját nyelvezetüket. Magyarországon évente egy-két előadást hoznak létre, melyek a tánc, a színház, a performansz és az élő-installáció műfaji határain mozognak.

## Története
Az Artust Goda Gábor alapította 1985-ben.
A társulat alapító tagjai a korábbi M. Kecskés András vezette Corpus pantomimegyüttes tagjaiból kerültek ki.
A későbbi Artus társulat állandóan bővülő és változó tagjai: rendezők, koreográfusok, zeneszerzők, díszlet- és jelmeztervezők, színészek, táncosok, zenészek, intermédia művészek, fotósok, festők,szobrászok, grafikusok, szervezők.
A társulat művészeivel a zárt műfaji határokat átlépve, már a kezdetektől fogva új utakat keresnek.
Az évek során egyre fontosabbá vált a tér, az alkotói és előadói személyesség, és a nézőkkel való felnőtt, partneri viszony folyamatos újragondolása.
Rendszeresen keresnek kapcsolatot más országok művészeivel és szervezőivel, hogy vagy saját, itthon készült előadásokat mutassák be, vagy a helyi művészekkel való együttműködésben folytassanak műhelymunkát. Az elmúlt években így tudtak skót, svájci, új-zélandi, izraeli, amerikai,román, osztrák, egyiptomi, francia, mexikói, török stb. társulatokkal és fesztiválokkal együttműködni. Működésük során közel 50 saját, eredeti előadást hoztak létre, melyeket közel harminc országban mutattak be.
Egy-egy előadás megalkotása, megírása, koreografálása, zenei és képi világának komponálása, próbafolyamata és kísérletező időszaka mind párhuzamosan, egy időben történnek. A feladatukat mindig egy központi gondolat, az alkotók minden tagját érintő kérdés felvetésében és annak gazdag kibontásában látják. Előadásaikat a társulat tagjainak valódi érdeklődése, társadalmi és személyes érzékenysége, élményei és emlékei inspirálják. A színházi munka nálunk minden résztvevő számára kreatív folyamat. Művészé és nézőé egyaránt.

## Korszakok

### 1985 az alapítás éve
Előadások:
Vakok
Alapító tagok:
Ábrahám Erzsébet, Fülöp Zsolt, Goda Gábor, Kis-Tamás Gábor, Mándy Ildikó, Miholics Valéria, Tana-Kovács Ágnes, Tarnai Kornélia.
Első előadásukat 1985-ben a Vakok címmel mutatták be, mellyel 1986-ban Bécsben három hétig vendégszerepeltek. Ez kivételes lehetőség volt a rendszerváltás előtti időben egy független társulat életében. Ekkoriban még elsősorban a külföldi előadások honoráriumából tartották fenn a társulatot.

### 1986-1990
Előadások:
Apokaliptuszfa virágai, Kékszakáll, Gázszív, Alvajárók, Sétáló angyal, 7 sacharin
Tagok:
Ábrahám Erzsébet, Berger Gyula, Balázs Mária, Fülöp Zsolt, Harsay Gábor, Goda Gábor, Geltz Péter, Kis-Tamás Gábor, Kocsis Gábor, Lengyel Péter, Miholics Valéria, Mándy Ildikó, Méhes Csaba, Regős Pál, Robin László, Szikra Judit, Tarnai Kornélia, Tóth Imre,Vizi István, Zsalakovics Anikó, Tana-Kovács Ágnes, Melis László

### 1991-1994
Előadások:
Turul, Kék hétfő, Gyöngykánon, Human Garden
Tagok:
Goda Gábor, Horváth István, Kálmán Ferenc, Kocsis Gábor, Méhes Csaba, Mándy Ildikó,Magos Gábor, Ernst Süss, Sólyom Tamás, Régenhart Éva Új-Zélandon: Shona McCullagh

### 1995-2000
Előadások:
Tűzfal, Vertigo, Requiem for Doo-doo, Noé Trilógia, Gázszív, Káin Kalapja
Tagok:
Mándy Ildikó, Lovas Eszter, Stollár Xénia, Regenhart Éva, Regenhart Ági, Pintér Béla, Stubnya Béla, Kocsis Gábor, Ernst Süss, Méhes Csaba, Sebestény Ferenc, Szűcs Edit, Lang Róbert, Nyitrai Orsolya, Nagy Andrea, Gold Bea, Goda Gábor, Ernst Süss, Geltz Péter, Thalia Beck, Shi Pratt, AdiSha'al, Simon Manzura, Rina Wertheim Koren, Inbal, Gilat, Remete Kriszta, Bakó Tamás, Kiss Erzsi

### 2000-2007
Előadások: Einstein Álmok, Osiris tudósítások, Dante variációk, Hókirálynő, Retina,Rókatündérek, Don Quijote mauzóleum, Sztélé
Állandó tagok: Bakó Tamás, Dombi Kati, Goda Gábor, Gold Bea, Kocsis Gábor, Lipka Péter, Nagy Andrea, Oldal István, Umniakov Nina, Ernst Süss, Sipos Orsolya, Tolnai Lea
Meghívott művészek:
Csató József, Méhes Csaba, Grecsó Zoltán, Szász Dániel, Kiss Erzsi, Sőrés Zsolt, Gilat Amotz, Miriam Friedrich, Hód Adrien, Silvano Mozzini, Cristiane Loch, Somló Iván, Tr. Szabó György, Varanyi Ágnes, Temesvári Balázs, Sebestény Ferenc, Berzsenyi Krisztina, Árvai György, Szűcs Edit, Haraszi Janka, Bányai Tamás, Balahóczky István, Kovács Gerzson Péter, Márkos Albert, Turcsány Villő, Bodóczki Antal, Lőrincz Kriszta, Téri Gáspár

### 2008
Előadások: Farkasok társasága
Tagok:
Bakó Tamás, Bodóczky Antal, Gergely Attila, Gold Bea, Goda Gábor, Kocsis Gábor, Oldal István, Réti Anna, Téri Gáspár, Virág Melinda, Csapó József, Erdei Gergő, Fábián Márton, Fekete Dávid, Józsa Bambi Zoltán, Kiss Gergely, Korompai András, Magyarkuti Gergő, Méhes Csaba, Rumi László, Szász Dániel, Turai Bálint, Zambrzycki Ádám, Márkos Albert, Árvai György, Lőrincz Kriszta, Bánki Gabi, Ágens, Haraszti Janka, Terebessy Tóbiás

### 2009-2016
Előadások: Embernövények a nappaliban, Hermész13, Kakaskakaskakas, Láthatatlan ember,Kérész művek, Ulyssess nappalija, Bábel, Egy meg egy az egy - Tibornak szeretettel, Promenád, Sutra, Cseppkánon – Hogy vagy Herakleitosz?, Kérész a trezorban
Tagok:
Bakó Tamás, Bodóczky Antal, Boros Martin, Debreczeni Márton, Fischer Balázs, Gergely Attila, Gold Bea, Goda Gábor, Kocsis Gábor, Mózes Zoltán, Nagy Ágoston, Nagy Csilla, Oldal István, Réti Anna, Téri Gáspár, Tucker András, Virág Melinda

## Nemzetközi koprodukciók
- 1987-ben a Gázszív produkcióban osztrák művészekkel, a Wiener Festwochen támogatásával
- 1987-ben az osztrák Echidna Theaterrel
- 1988-ban a német Die Raban színházzal
- 1993-ban a Gyöngykánon produkcióban osztrák és svájci művészekkel, a Pro Helvetia támogatásával
- 1994-ben az Új-Zélandon, a Human Garden társulattal
- 1994-ben Svájcban, a Homok asszonya előadásban a zürichi Carambole társulattal
- 1995-ben Jeruzsálemben, az Artus-Vertigo projektben az izraeli Vertigo táncegyüttessel
- 1996-ban a Requiem for doo-doo előadásban a svájci Carambole társulattal
- 1999-ben a Gázszív előadásban az izraeli Vertigo táncegyüttessel
- 2001-ben az Einstein álmok produkcióban osztrák, holland, izraeli, német, svájci művészekkel
- 2006-ban Mexikóban a Maja idő és árnyék projektben az amerikai Thunder Bay és a román Toaca színházakkal
- 2012-ben a Kérész Művek projektben thai művészekkel
- 2013-ban a Kérész Művek projektben a koreai Noreum Machi zenekarral és az Art3 színházzal
- 2014-ben a Kérész Művek projektben lengyel vendégművészekkel
- 2015-ben a Kérész Művek projektben a török Ankara és Trabzon Nemzeti Színházzal
- 2016-ban az ARKA előadásban, az Ördögkatlan fesztiválon a lengyel Teatr Osmego Dnia társulattal
- 2016-ban a Kérész Művek projektben a cseh Masakr Elsinor színházzal

## Projektek

### Kérész Művek
2010-ben indult útjára az Artus Kérész Művek performansz-kocsma sorozata, melynek célja, hogy gondolatokban gazdag, formailag merész és játékos eseményekkel, kötetlen hangulatot teremtve élessze fel a „performance art” valódi szellemét.
A társulat művészei egyetlen intenzív próbanap alatt hoznak létre egy egyszeri, új előadást: minden előadás premier. A Kérész Művek sorozat estjei kötetlen, izgalmas lehetőségek a találkozásra. Miközben a nézők és művészek egy asztalnál beszélgethetnek, folyamatosan vizuális, zenei és színházi akciók gazdagítják az estét. A nézők oldott helyzetben, mégis koncentrált figyelemmel tudnak kapcsolódni az abszurd és költői helyzetek sorozatához. A spontaneitás és a pontos kidolgozottság egyszerre érvényesül.
A társulat egy adott témára, mindig új, egyedi, és megismételhetetlen eseményt hoz létre. Az előadás napjának reggelén egy korábban megadott központi gondolatra, témára reflektálva az részt vevő előadók és alkotók egy-egy pontosan átgondolt rövid kép, jelenet, zene vagy installáció tervét felvázolják. Ezekből kiválasztják azokat az alkotásterveket, melyek az aznapi előadás mozaikjai lesznek. Napközben megépítik a teret, mely asztalok és székek közé, köré rendezett kis színpadokból áll. Ezzel párhuzamosan kidolgozzák, összepróbálják a jeleneteket, megépítik a képeket,installációkat és zenei tervet készítenek. Mindenki mindenkivel dolgozhat, segítik egymás munkáját,szerepelnek egymás alkotásaiban, jeleneteiben. A nap folyamán a rendező folyamattá és egységessé komponálja a mozaikokat, mely szerkezetet délután hat körül felvázol a társulatnak. Este nyolckor előadás. Ami aznap este történik, az ilyen formában soha többet nem lesz látható.
A Kérész Művek műfajára a „kortárs varieté” vagy „performansz-kocsma” lehetne a legjobb meghatározás. 2016 végéig 46 Kérész Művek epizódot mutattak be.

### Arccal a halnak
Az Artus 2015-ben indult új generációs programja. Az Artus feladatának tekinti, fiatal, művészi pályájuk elején járó alkotók és alkotó csoportok felkarolását, támogatását, akik művészeti iskolákban vagy más egyéni utakon kezdték, kezdik meg alkotói pályájukat. A program ehhez kíván kezdeti „felhajtóerőt” adni.
A program célja, hogy a fiatal alkotók teret, időt és anyagi segítséget kapjanak ahhoz, hogy ismeretlenül, referenciák nélkül is bemutatkozhassanak, és már elindulásukkor azt tudják megvalósítani, amit elképzeltek, amit valóban ők szeretnének.
Az „Arccal a halnak” programban résztvevők próbalehetőséget, technikát, anyagi és szakmai segítséget, valamint bemutatkozási lehetőséget kapnak.
A támogatottak köre nyitott, a live art, a tánc, a színház, a vizuális, a zenei és bármilyen más műfajú vagy akár műfaji határokat feszegető területről is kikerülhetnek.
2016 végéig az Arccal a Halnak programban eddig 10 fiatal alkotó/alkotó csoport tartott bemutatót.

## A társulat díjai
Az Artus társulat díjai
- 2016 Cseppkánon - Hogy vagy Hérakleitosz - Lábán Rudolf díj - 2015. év legjobb kortárs táncelőadása
- 2009 „Waiting for Myself” című koreográfia – III. díj, Masdanza nemzetközi koreográfus verseny, Kanári Szigetek
- 2008 Goda Gábor a Magyar Köztársaság Érdemes Művésze Díjat kapta
- 2007 Fődíj, Sztélé – X. Veszprémi Nemzetközi Összművészeti Fesztivál
- 2006 A legjobb tér és a legjobb pillanat, Don Quijote Mauzóleum – XII. Szegedi Alternatív Színházi Szemle
- 2006 Fődíj – Don Quijote mauzóleum – IX. Veszprémi Összművészeti Fesztivál
- 2006 Az év alkotója - A Magyar Táncművészek Szövetségének díja Goda Gábornak
- 2006 A Rókatündérek című előadás a MU és a TRAFÓ által alapított LÁBÁN díjban részesült.
- 2005 A Rókatündérek című produkcióért az Artus elnyerte „A legjobb alternatív színházi együttes” díját a Fővárosi Önkormányzat Kulturális Bizottságától
- 2005 Hókirálynő – Zsűri különdíja a kreatív előadásmódért, III. Gyermekszínházi Szemle, Budapest
- 2005 Novgorod, „King of Fairy Tales” elnevezésű színházi fesztiválon a Káin kalapja az „Original Theatrical Language” díját nyerte el.
- 2004 Közönségdíj a IV Táncfesztiválon a Hókirálynőért
- 2004 Legjobb koreográfia a Retináért a X Alternatív Színházi Szemlén
- 2004 Hókirálynő – közönségdíj a IV. Táncfesztiválon Győrben
- 2004 A Nemzeti Kulturális Örökség Megosztott díja a XV. Magyar Stúdiószínházak Fesztiválján az Osiris tudósításokért
- 2003 Legjobb rendezés Kairóban az Osiris tudósításokért a XV: Nemzetközi Kísérleti Színházi Fesztiválon
- 2003 Fődíj a Bárka Stúdiószínházak fesztiválján az Osiris tudósításokért
- 2003 Fődíj a veszprémi Összművészeti Fesztiválon az Osiris tudósításokért
- 2002 A Káin kalapja című előadást Edinburghban a Total Theater Award-ra jelölték
- 2001 Káin kalapja – Összművészeti fődíj, Veszprémi Fesztivál
- 2000 Gázszív - fődíj az Alternatív Színházi Szemlén
- 2000 Portré C - fesztivál díj a miskolci Magyar Színházak Fesztiválján
- 2000 Chinvat - fődíj a veszprémi Összművészeti Fesztiválon
- 1999 Portré C - fődíj a veszprémi Összművészeti Fesztiválon
- 1999 Turul - Fődíj a szarajevói nemzetközi színházi fesztiválon
- 1997 Harangozó Gyula (állami kitüntetés) díj Goda Gábornak eddigi művészi munkásságáért
- 1996 1/8 mm man - a legjobb rendezés díja, a VIII. Kairói Színházi Fesztiválon
- 1993 Turul - V. Kairói nemzetközi Kísérleti Színházi Fesztivál: színikritikusok fődíja, és a legjobb szcenika díja 34 ország nyolcvan színtársulata közül
- 1992 Turul - "az év legjobb alternatív előadása " - A Fővárosi Önkormányzat Kulturális Bizottságának díja
- 1990 Pierrot ...- "az év legjobb alternatív előadása" díj Ausztriában
- 1986 Kaval - fődíj a III. Budapest Új Táncversenyen
- 1984 Déja vu - közönség díj az I. Budapest Új Táncversenyen